# Pcim
Pcim è un comune rurale polacco del distretto di Myślenice, nel voivodato della Piccola Polonia.
Ricopre una superficie di 88,59 km² e nel 2004 contava 10 219 abitanti.